# Мушкино (Калининградская область)
Мушкино — посёлок в Багратиновском районе Калининградской области. Входит в состав Пограничного сельского поселения. До 1946 года носил название Штобекен.
Через посёлок проходит линия железной дороги Калининград — Мамоново (польская граница). Ближайшая железнодорожная станция Светлое находится в 2 км к северо-востоку от посёлка.

## Население
| 2002 | 2010 |
| ---- | ---- |
| 110  | ↗124 |